# Макаровка (Широковский район)
Макаровка (укр. Макарівка) — село,
Зеленобалковский сельский совет,
Широковский район,
Днепропетровская область,
Украина.
Код КОАТУУ — 1225884403. Население по переписи 2001 года составляло 190 человек .

## Географическое положение
Село Макаровка находится на расстоянии в 2,5 км от села Зелёная Балка.
По селу протекает пересыхающий ручей с запрудой.
Рядом проходит автомобильная дорога Н-11.